# Storena ignava
Storena ignava är en spindelart som beskrevs av Rudy Jocqué och Baehr 1992. Storena ignava ingår i släktet Storena och familjen Zodariidae.
Artens utbredningsområde är Northern Territory, Australien. Inga underarter finns listade i Catalogue of Life.